# Rivian EDV
Der Rivian EDV (Electric Delivery Vehicle) ist ein batterieelektrisch angetriebenes Transportfahrzeug des US-amerikanischen Autoherstellers Rivian, das seit 2021 exklusiv für den Internetkonzern Amazon produziert wird.

## Übersicht
Im Jahr 2019 kündigte Amazon eine Zusammenarbeit mit Rivian an. Im Februar desselben Jahres investierte der Konzern 700 Millionen US-Dollar in das Unternehmen. Jeff Bezos, Gründer von Amazon, gab im September 2019 seine Pläne bekannt, wonach 80 % des Energiebedarfs bis 2024 und 100 % bis 2030 aus regenerativen Quellen gedeckt werden sollen. Das beziehe sich auch auf die Paketzustellung. Amazon kündigte die Bestellung von 100.000 elektrisch betriebenen Lieferwagen an, die Rivian von 2021 bis 2030 liefern soll. Gemeinsam wurden elektrisch fahrende Lieferwagen entwickelt und die erste Modellserie wurde im Oktober 2020 vorgestellt. Ursprüngliche Zeitpläne sahen vor, dass die ersten Lieferwagen 2021 an Amazon ausgeliefert werden sollten, bis 2022 sollten bis zu 10.000 Fahrzeuge im Einsatz sein, und die gesamte Bestellung sollte bis 2024 erfüllt werden. Dieses Datum wurde jedoch später auf 2030 korrigiert.
Der Einsatz der ersten Rivian EDVs begann im Juli 2022 in neun US-Städten. Im November gab Amazon bekannt, mehr als 1000 Lieferwagen im Einsatz zu haben, die insgesamt bereits 5 Millionen Pakete ausgeliefert haben. Es wird erwartet, dass Rivian den EDV in Zukunft außerdem an Flotten vermarkten wird, da es auch einen nicht von Amazon stammenden Ausstattungscode gibt.

## Technik
Der Rivian EDV basiert auf derselben Plattform wie der Rivian R1S und der R1T. Der Transporter wird in drei Größen mit einem nominalen Fassungsvermögen von 500, 700 oder 900 Kubikfuß (14, 20 oder 25 m³) gebaut. Aus diesen verschiedenen Fassungsvermögen resultieren auch die verschiedenen Größenbezeichnungen für den EDV: EDV-500, EDV-700 und EDV-900. Durch die Verwendung derselben Plattform wie bei den Rivian R1-Modellen nutzen alle EDV auch die gleiche Elektro- und Netzwerkarchitektur, Steuergeräte und Batteriesysteme wie der R1S und der R1T. Die Batterie sitzt beim EDV unter dem Fahrzeug. Äußerlich lassen sich die verschiedenen Größen anhand der Anzahl der „Segmente“ hinter den Seitentüren unterscheiden: der EDV-500 hat drei, der EDV-700 vier und der EDV-900 fünf.
Den EDV soll es in verschiedenen Antriebsvarianten geben: Frontantrieb mit einem oder zwei Elektromotoren oder Allradantrieb mit zwei Motoren. Die ersten ausgelieferten EDV-700 haben einen einmotorigen Frontantrieb. Die Reichweite beträgt je nach Ausführung bis zu 323 km. Leistungsangaben wurden bisher nicht veröffentlicht.
Da der EDV-500 auch in Europa eingesetzt werden soll, ist er schmaler als der 700 und wird auch als Rechtslenker erhältlich sein.

## Design und Ausstattung
Die Front des EDV wurde bewusst „freundlich“ gestaltet: Das Fahrzeug hat runde Scheinwerfer umgeben von halbkreisförmigen Ringen, die als Tagfahrlicht bzw. Blinker fungieren und ansprechend wirken sollen.

Das Fahrzeug ist mit großen Touchscreens und einer Navigationssoftware ausgestattet, die den Fahrer auf seiner Route unterstützt. Außerdem können die Seitentür und die Tür zum Gepäckabteil automatisch öffnen, um den Ein- und Ausstieg zu erleichtern. Am Heck hat das Fahrzeug ein Rolltor, das in den Innenraum hinein aufrollt.

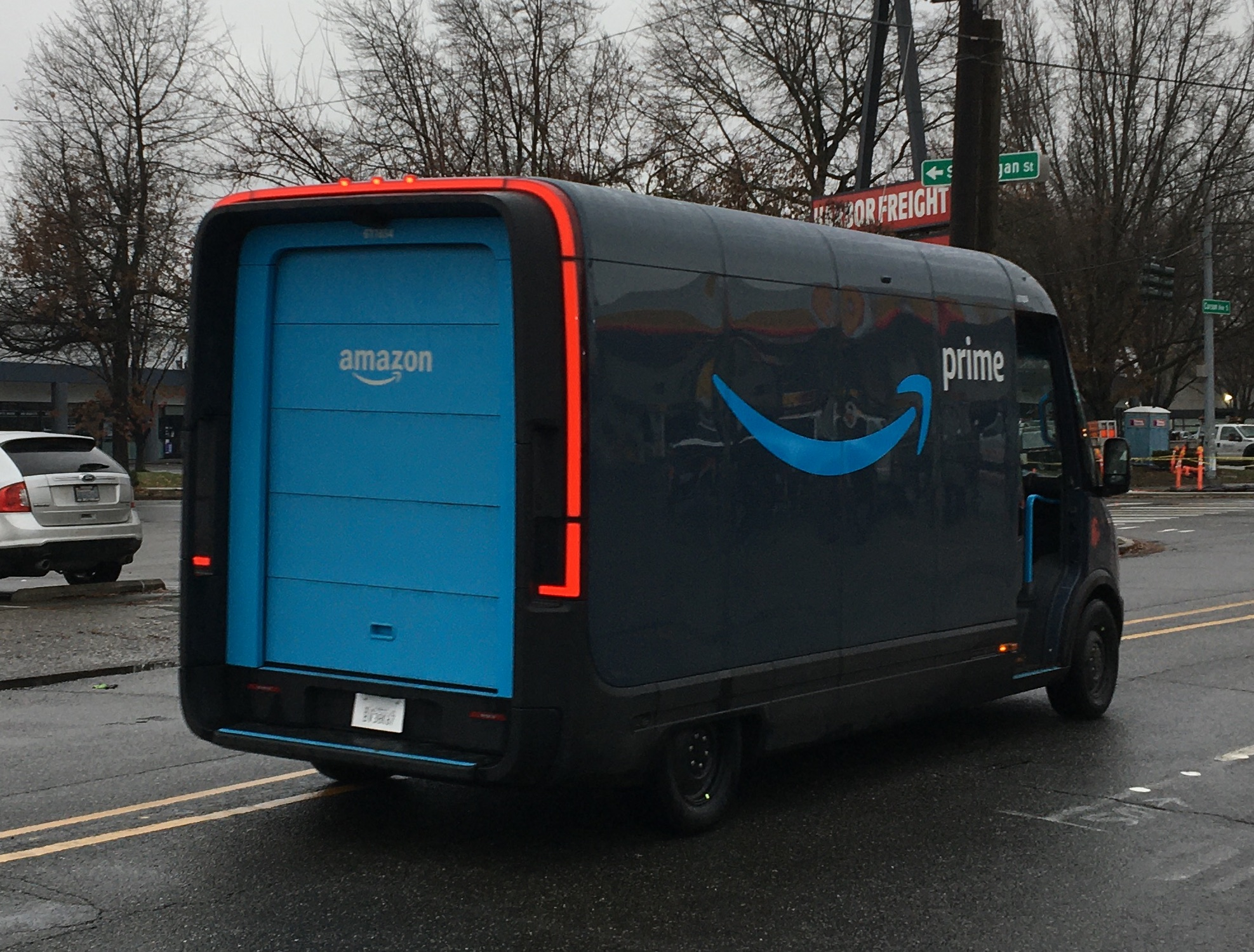
Heckansicht
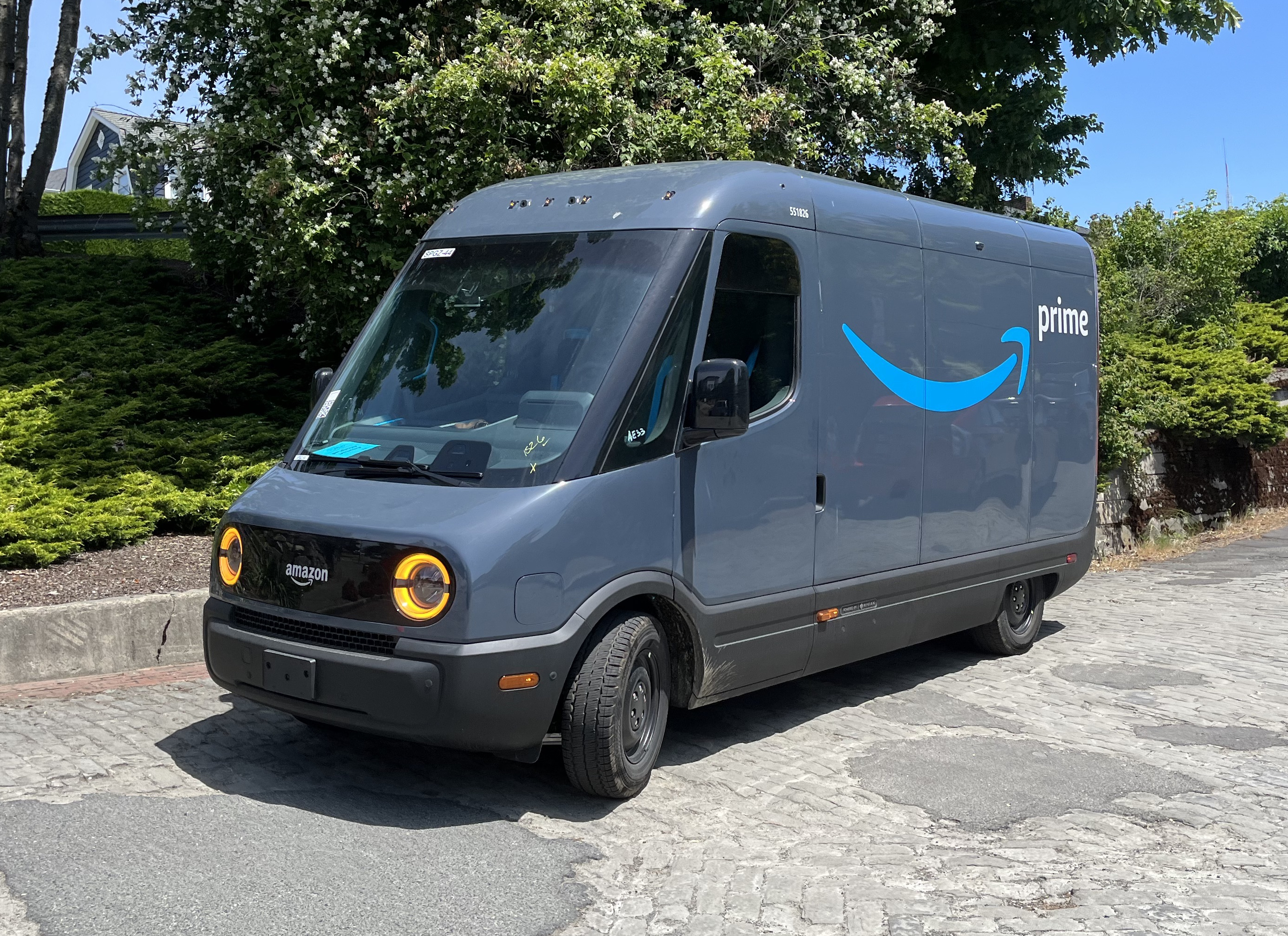
Rivian EDV-500
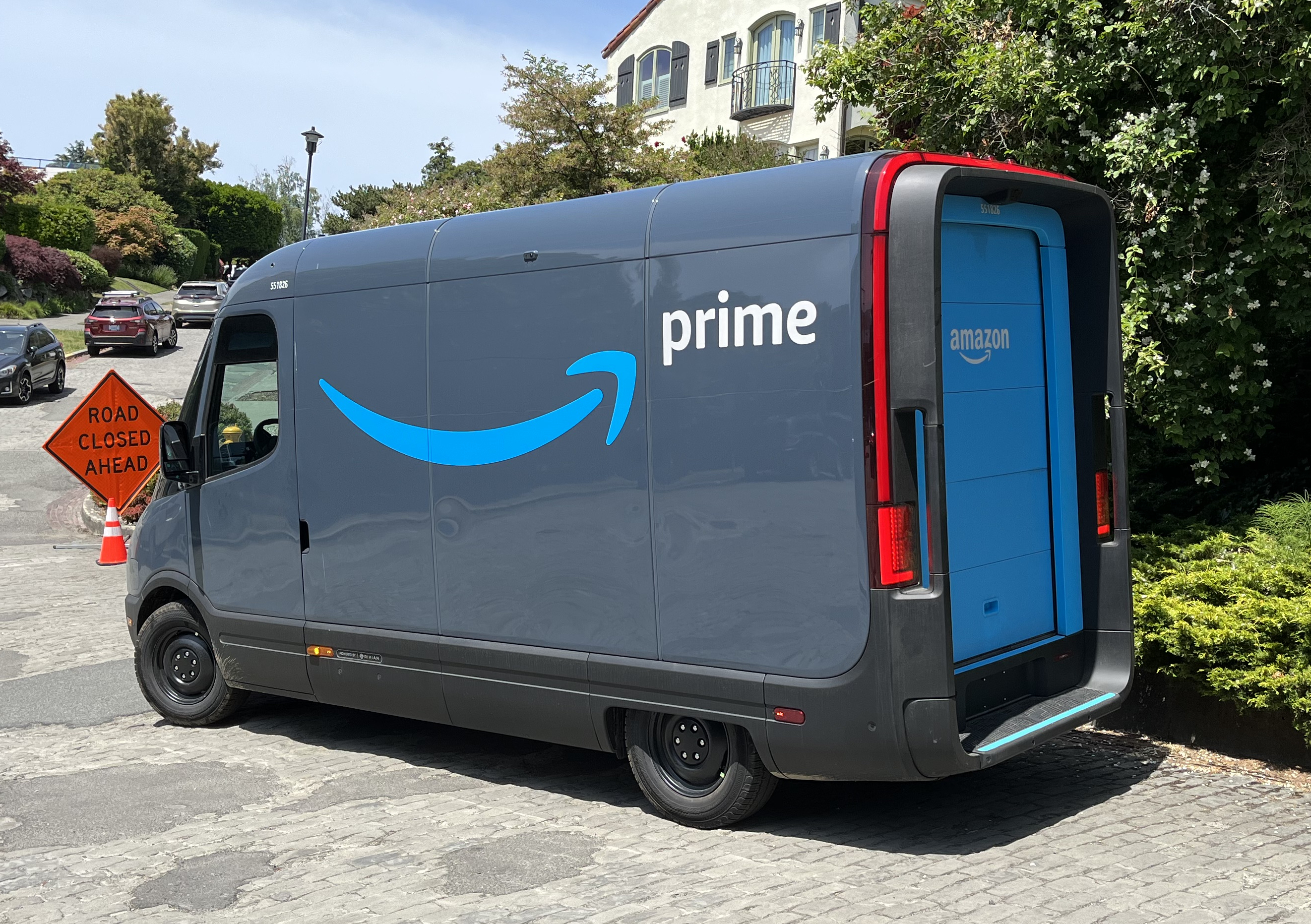
Heckansicht